# حرية الاعتقاد في أمريكا الجنوبية حسب البلد
يتباين وضع حرية الاعتقاد في أمريكا الجنوبية من بلد إلى آخر. قد تختلف الدول على أساس ما إذا كانت تكفل المساواة القانونية لأتباع مختلف الأديان، وما إذا كانت ترسخ ديانة للدولة (وما يترتب على ذلك من آثار قانونية على كل من أتباع الديانة وغيرهم)، ومدى الرقابة المفروضة على المنظمات الدينية العاملة داخل البلد، ومدى استخدام القانون الديني كأساس لدستور الدولة.
تُوجد أوجه أخرى للتضارب بين مواقف بعض الدول المعلنة بشأن حرية الاعتقاد في القانون والممارسة الفعلية لهيئات السلطة داخل تلك الدول: فإرساء دولة ما للمساواة الدينية في دستورها أو قوانينها لا يُترجم بالضرورة إلى حرية الممارسة العملية لمواطني الدولة. بالإضافة إلى ذلك، فإن ممارسات مماثلة (مثل تسجيل المنظمات الدينية لدى الحكومة) قد تكون لها عواقب مختلفة تبعًا لظروف اجتماعية سياسية أخرى خاصة بالدول المعنية.
تدرج كل دولة في أمريكا الجنوبية في دستورها حكمًا ينص على حرية الاعتقاد. حظرت قلة من الدول، على نحو صريح، التمييز على أسس دينية. في حين لا توجد دولة في أميركا الجنوبية لديها دين رسمي، يعامل البعض الكنيسة الكاثوليكية معاملة تفضيلية. رُصدت أعمال تخريبية معادية للسامية في ثلاثة دول في أمريكا الجنوبية.

## الأرجنتين
تكفل المادة 14 من دستور الأرجنتين لجميع سكان الأمة الحق في «المجاهرة بدينهم بحرية». يفرض الدستور أيضًا على الحكومة دعم الروم الكاثوليك اقتصاديًا، وتدفع الحكومة رواتب الأساقفة الكاثوليك. رغم ذلك، قضت المحكمة العليا بأن الكنيسة الكاثوليكية الرومانية لم تُمنح صفة الدين الرسمي للدولة بموجب الدستور أو بموجب أي تشريع فيدرالي.
أظهر استطلاع للرأي، في عام 2011، أجراه معهد جينو جيرماني للبحوث بجامعة بوينس آيرس، لصالح رابطة مكافحة التشهير ومفوضية الجمعيات الأرجنتينية الإسرائيلية، أن أغلبية الأرجنتينيين يحملون مشاعر أو تحيزات معادية للسامية. سُجل عدد من الحوادث المعادية للسامية في الأرجنتين منذ عام 2010، معظمها في شكل تهجم لفظي وتخريب متعمد للممتلكات.

## كولومبيا
يكفل الدستور الكولومبي لعام 1991 حرية الاعتقاد وينص على أن جميع الأديان حرة على قدم المساواة أمام القانون. لا تقوم حكومة كولومبيا بجمع إحصاءات دينية في تعداداتها.

## الإكوادور
يكفل دستور البلاد حرية الاعتقاد، وتحترم الحكومة، على نحو عام، هذا الحق في الممارسة العملية. يُسمح للمجموعات الدينية بالانخراط في الأنشطة التبشيرية، ويُسمح للمدارس الخاصة بتقديم التعليم الديني، على الرغم من أن الحكومة لا تسمح، على نحو عام، بالتعليم الديني في المدارس العامة.

## باراغواي
ينص دستور باراغواي على حرية الاعتقاد. يحمي القانونُ، على نحو كامل، هذا الحقَّ من الانتهاك، وعلى جميع المستويات، سواء من جانب الجهات الحكومية أو الخاصة، وينص الدستور على حق الاعتراض الضميري على الخدمة العسكرية. يعترف الدستور بالدور التاريخي للكنيسة الرومانية الكاثوليكية (الدين السائد). رغم أن الحكومة علمانية اسمًا وممارسة، فإن معظم المسؤولين الحكوميين كاثوليكيون، ويخطب رجال الدين الكاثوليك من حين لآخر خلال المناسبات الحكومية الرسمية.
تسمح الحكومة بتوفير التعليم الديني في المدارس العامة، ولكنها لا تشترط ذلك. يُسمح للآباء بالتعليم المنزلي أو بإرسال أطفالهم إلى المدرسة التي يختارونها دون جزاء أو دون قيود.
تظهر من حين لآخر رسائل ورموز معادية للسامية ومؤيدة للنازية، بما في ذلك الكتابة على الجدران. أجرت الحكومة تحقيقات بشأن ذلك، ولكنها لم تحدد هوية المشتبه بهم. في يوليو 2007، نشرت صحيفة أيه بي سي كلر مقالًا معاديًا للسامية.

## بيرو
يكفل دستور بيرو، إلى جانب العديد من القوانين والسياسات، حرية الاعتقاد. رغم ذلك، كافحت الجماعات غير الكاثوليكية، على نحو مستمر، من أجل الحصول على نفس الحريات المكفولة للكاثوليك. لم تتمكن الجماعات الدينية غير الكاثوليكية من الحصول على بعض الاستحقاقات المقدمة إلى أفراد الكنيسة الكاثوليكية، وكثيرًا ما تتعرض لانتهاكات مجتمعية نتيجة انتماءاتهم ومعتقداتهم الدينية. تنص المادة 50 من الدستور على أن «تعزز الدولة مساهمتها» للكنيسة الكاثوليكية و«يجوز ذلك» للأديان الأخرى.
نحو 81% من سكان بيرو من الكاثوليك الرومان، ونحو 13% من البروتستانت، ونحو 3% من الأديان الأخرى. انتقدت جماعات الأقليات الدينية قوانين الحرية الدينية، بدعوى أنها لا تعالج مشكلة عدم المساواة، ويمكن أن تكون تمييزية وغير دستورية. لا يزال العديد من سكان بيرو يواجهون مشاكل مع الجماعات الدينية المسيحية التي تفرض ثقافتها على السكان الذين لديهم معتقدات وطرق حياة مختلفة. مع ذلك، اتخذت بيرو خطوات كثيرة نحو إرساء المزيد من الحقوق القانونية لعديد من الجماعات الدينية. عملت بيرو على معالجة مشاكل التسامح الديني، وذلك عبر إنشاء مكتب شؤون الأديان. أعرب العديد من جماعات الأقليات عن سعادتهم بالتعديلات التي أجرتها الحكومة في عامي 2011 و2016 للحد من محاباة الكنيسة الكاثوليكية وتخفيف شروط تسجيل المنظمات. على الرغم من أنه لا يزال يتعين معالجة أوجه عدم المساواة فيما يتعلق بالحرية الدينية، فقد عملت حكومة بيرو على مكافحة المشاكل المتعلقة بالجماعات الدينية غير الكاثوليكية، وهي تواصل الضغط من أجل تحقيق المساواة المؤسسية.

## فنزويلا
ينص دستور فنـزويلا على حرية الاعتقاد طالما أنها لا تنتهك «الآداب العامة أو اداب السلوك». يجرِّم القانون الدستوري لعام 2017 «التحريض على الكراهية» أو العنف، بما في ذلك الأحكام الخاصة بالتحريض على الكراهية ضد الجماعات الدينية.
يجب على المنظمات الدينية تسجيل نفسها لدى الحكومة من أجل الحصول على الوضع القانوني. تتولى مديرية العدل والدين، التابعة لوزارة الداخلية والعدل والسلام، إدارة عمليات التسجيل، وصرف الأموال للمنظمات المسجلة، وتعزيز التسامح الديني. تُتاح خدمات القساوسة في الجيش للكاثوليكيين فقط.
يُسمح بالتعليم الديني في المدارس العامة، وإن كان لا يشكل جزءًا من أي منهج رسمي تقترحه الحكومة. ادعى ممثلو المجلس الوطني لجمهور المؤمنين، المنتسب إلى الكنيسة الكاثوليكية، أن الحكومة قد ضغطت في بعض الأحيان على مديري المدارس كي لا يدّرسوا المقررات الدينية، ولكن في حالات أخرى كان للمدرسين حرية إدراج التعليم الديني ما دامت مناهجهم تمتثل لمعايير وزارة التعليم.
واجه قادة المنظمات الدينية، الذين ينتقدون الحكومة علانية، مضايقات من جماعات موالية للحكومة اتهمتهم بتسييس خدماتهم الدينية بشكل غير صحيح. في بعض الحالات، تصاعدت حدة هذه المضايقات لتتحول إلى أعمال عنف. اتهم قادة الجالية اليهودية وسائل الإعلام الممولة من الدولة وبعض المسؤولين الحكوميين بالانخراط في خطاب معاد للسامية.